# Massive Wagons
Massive Wagons est un groupe britannique de punk rock, originaire de Lancaster, en Angleterre.

## Histoire
Après avoir assisté à un concert du groupe australien de rock Airbourne à Manchester, le guitariste Adam Thistlethwaite et le chanteur Barry Mills se séparent de leur groupe de reprises indie Ace Face pour écrire du hard rock en 2009. Après une courte période avec un autre batteur et un autre bassiste, le groupe s'est finalement constitué en recrutant Alex Thistlethwaite (frère d'Adam) à la batterie et ses amis Carl Cochrane et Adam Bouskill respectivement à la deuxième guitare et à la basse. En 2017, Carl Cochrane part et Stephen Holl a rejoint le groupe en tant que second guitariste, ce qui reste le seul changement de line-up depuis.
En octobre 2022, le groupe sort son album Triggered!, qui atteint la 6e place du UK Albums Chart. Barry Mills explique à propos de la sortie de l'album : « Je pense que cet album a un son beaucoup plus britannique. Je pense qu'on a réussi à actualiser notre son, il sonne frais et puissant. Il a beaucoup plus de vibrations punk, mais, ceci étant dit, il est toujours plein de tout ce que nous aimons dans la musique de guitare ». Après un été de festivals européens, dont un autre Download Festival. Massive Wagons effectue une tournée britannique en novembre 2022 avec Ugly Kid Joe, qui voit le groupe augmenter la capacité des salles, notamment en jouant le Shepherd's Bush Empire de Londres pour la première fois. Une autre tournée britannique suit en avril 2023.

## Discographie

### Albums studio
- 2011 : Fire It Up (Casket Music)
- 2014 : Fight the System (Off Yer Rocka)
- 2015 : The Good the Bad and the Ugly (Off Yer Rocka)
- 2016 : Welcome to the World (Off Yer Rocka)
- 2018 : Full Nelson (Earache Records)
- 2020 : House of Noise (Earache Records)
- 2022 : Triggered! (Earache Records ; 6e place du UK Albums Chart[1])
- 2024 : Earth to Grace (Earache Records)

### Albums live
- 2015 : The Good the Bad and the Ugly (Off Yer Rocka)